# Claude-Anthelme Benoit
Pour les articles homonymes, voir Benoit.
Claude-Anthelme Benoit, né le 19 janvier 1794 à Lyon et décédé à Écully le 4 avril 1876 , est un architecte français.

## Biographie
Claude-Anthelme Benoit étudie à l'École des beaux-arts de Lyon nouvellement créée et devient aide-architecte pour la ville de Lyon de 1812 à 1824. Pendant les quatre ans qui suivent, il fait partie du cabinet d'Antoine-Marie Chenavard.
En 1828, il se décide à exercer sa profession pour son propre compte. Après quelques constructions privées sur la place de Lyon, place Gerson, quai de Saint-Clair et rue du Commerce, il se lance dans l'édification d'églises dans les alentours de Lyon, à Écully, au Bois d'Oingt, à Pontcharra ou encore à Lentilly. La restauration de vieilles églises de Lyon (Saint-Irénée, Saint-Bonaventure, Saint-Martin-d'Ainay, Saint-Nizier) est alors entreprise. En dehors des églises, il crée des hôtels, des maisons de campagne et des maisons de maître.
Il fait partie des membres fondateurs de  la Société académique d'architecture de Lyon le 6 mai 1830, en assure la présidence à trois reprises, et devient membre de la société linnéenne de Lyon en 1860. De 1834 à 1871, il est désigné membre du jury des concours de l'École des Beaux-Arts de Lyon. Appelé en 1851 à faire partie du Conseil des bâtiments civils du département du Rhône, il est reçu chevalier de la Légion d'Honneur en 1860, et un an avant sa mort il reçoit la médaille des travaux remarquables de province décernée par la Société centrale des architectes de Paris dont il était membre depuis sa fondation.

## Réalisations
- Hôtel Payen en 1857[5].
- Église de la Rédemption de Lyon en 1868[6].
- Église d'Écully[7] ;
- Église du Bois d'Oingt[7] ;
- Église de Saint-Rambert-l'Île-Barbe[7] ;
- Église de Pontcharra[7],[8] ;
- Église de Saint-Romain-de-Popey[7] ;
- Église de Lentilly[7] ;
- Église de Jujurieux[7] ;
- Église Saint-Martin de Coligny[7].

## Distinctions
- Chevalier de la Légion d'honneur (25 août 1860)[9] ;
- Médaille de la société centrale des architectes le 20 juin 1874 ;